# Râul Valea Brusturilor
Râul Valea Brusturilor este un curs de apă, afluent al râului Prahova. 